# Баштові млини

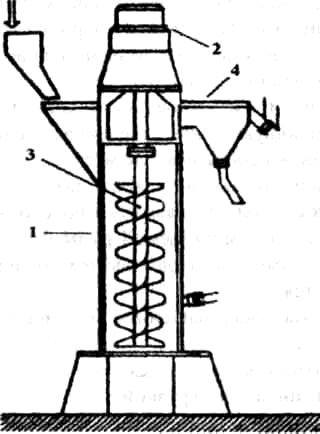
Рис. Загальний вид баштового млина для тонкого подрібнення мінеральної сировини: 1 — корпус; 2 — привод; 3 — шнек, 4 — розвантажувальний пристрій.

Баштові млини — машини для тонкого подрібнення мінералів.
Подрібнення в баштовому млині відбувається за рахунок сил тертя і розчавлювання, що найкраще задовольняє вимогу виробництва тонкоподрібнених частинок в межах від 1 до 100 мкм. Продуктивність стандартної моделі баштового млина досягає 50 т/год. При необхідності можливе створення конструкції продуктивністю до 100 т/год.
У порівнянні з кульовим млином баштовий менш енергомісткий. Споживча потужність баштового млина продуктивністю 22,5 т/год при подрібненні вапняку класу 16-0 мм до продукту величиною 95 % мінус 0,044 мм склала 96,9 кВт·год проти 196,4 кВт·год для кульового млина за тих же умов подрібнення.
Подрібнення в баштовому млині відбувається у вертикальній подрібнюваній трубній камері за допомогою встановленої в ній гвинтової мішалки і кульового завантаження. Як подрібнююче середовище можуть бути використані стальні кулі керамічна чи натуральна галька. Подрібнення стиранням відбувається унаслідок відносного руху матеріалу і подрібнюючого середовища. Отриманий тонкоподрібнений матеріал виноситься через поріг і піддається розділенню в класифікуючій системі.
На початок XXI ст. у Японії вже виготовлено понад 280 промислових баштових млинів, де як подрібнююче середовище використовуються сталеві кулі, галька або руда. Конструкція баштового млина проста. Вона складається з вертикального циліндра з додатковим отвором для проведення ремонту і зносостійкої мішалки або шнека. Внутрішня поверхня камери подрібнення захищена від зносу ґратами, які затримують подрібнюючі кулі й оберігають футерування від зносу. Живлення подається у млин зверху, подрібнена дрібна фракція підіймається вгору і розвантажується у конусний класифікатор. Відсутність ударної дії обмежує величину живлення до 5 мм. Максимальна величина куль, що подаються у млин, 25 мм.
Для ультратонкого подрібнення можна використовувати дрібніше подрібнююче середовище. Баштовий млин відрізняється великою висотою і невеликим діаметром, що створює високий тиск на подрібнюючі кулі. Крупніші промислові установки з великою висотою споживають менше енергії з розрахунку на 1 т подрібнюваної руди завдяки збільшенню тиску. Проте є межа висоти млина, коли ККД її не збільшується.
Стандартний японський баштовий млин для мокрого подрібнення працює в замкнутому циклі з конусним сепаратором. Він може працювати в різних варіантах технологічного циклу: відкритий цикл з розвантаженням через дно, замкнутий цикл з класифікатором і ін.
Понад 20 баштових млинів застосовуються в Японії для подрібнення вапняку з використанням в скруберах системи десульфуризації газів, що відходять. Величина живлення, що подається в млин, складає 6,5 мм. Отриманий продукт містить 95 % класу мінус 0,044 мм. Витрата електроенергії при цьому складає близько половини витрати у звичайному кульовому млині.